# Conrad Buno
Conrad Buno (auch: Conradt und Konrad Baun sowie Varianten mit Baum und Buna) (* 1613 in Hessisch-Frankenberg; † 22. Mai 1671 in Wolfenbüttel) war ein deutscher Hof-Kupferstecher, Verleger, Zeichner und Buchhändler. Insbesondere in Niedersachsen ist Buno bekannt durch zahlreiche alte Stadtansichten, die nach seinen Zeichnungen von Merian als großformatige Kupferstiche vervielfältigt wurden.

## Leben

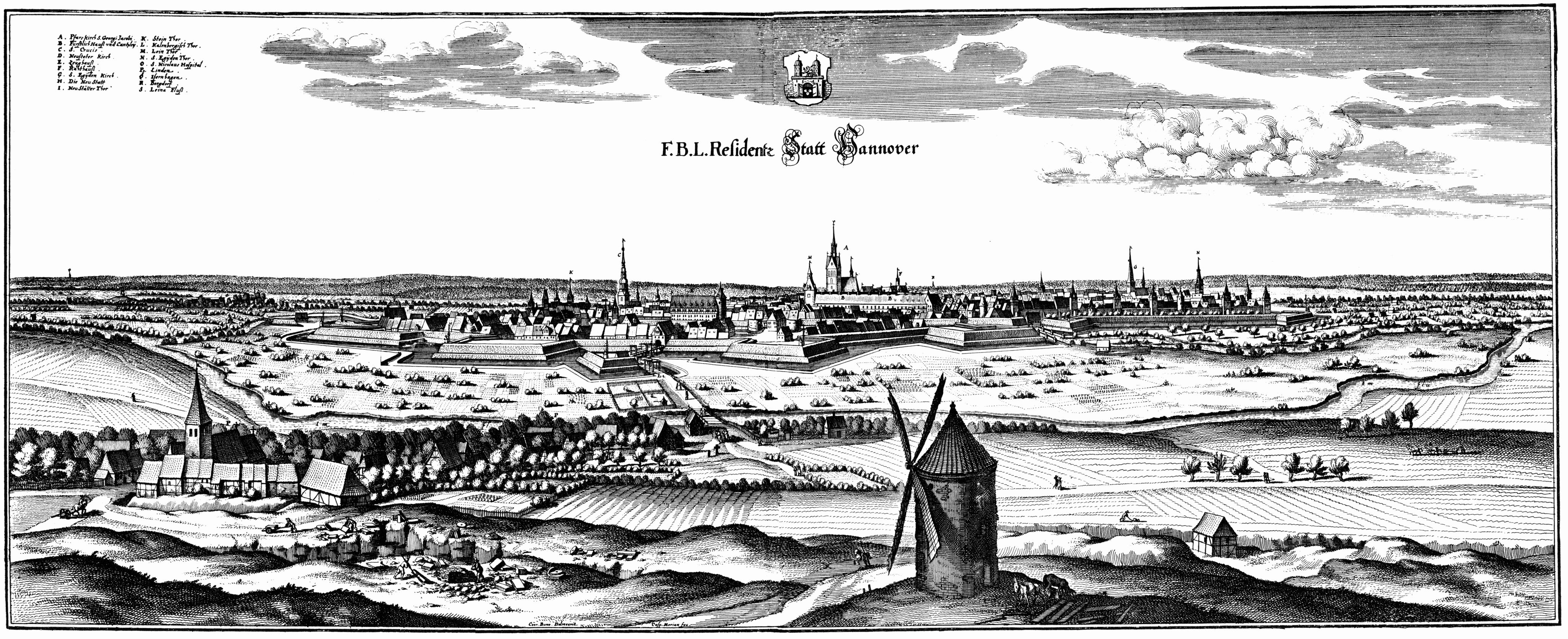
Hannover, gesehen vom Lindener Berg;
signiert Conr. Buno delineavit, Casp. Merian fec.

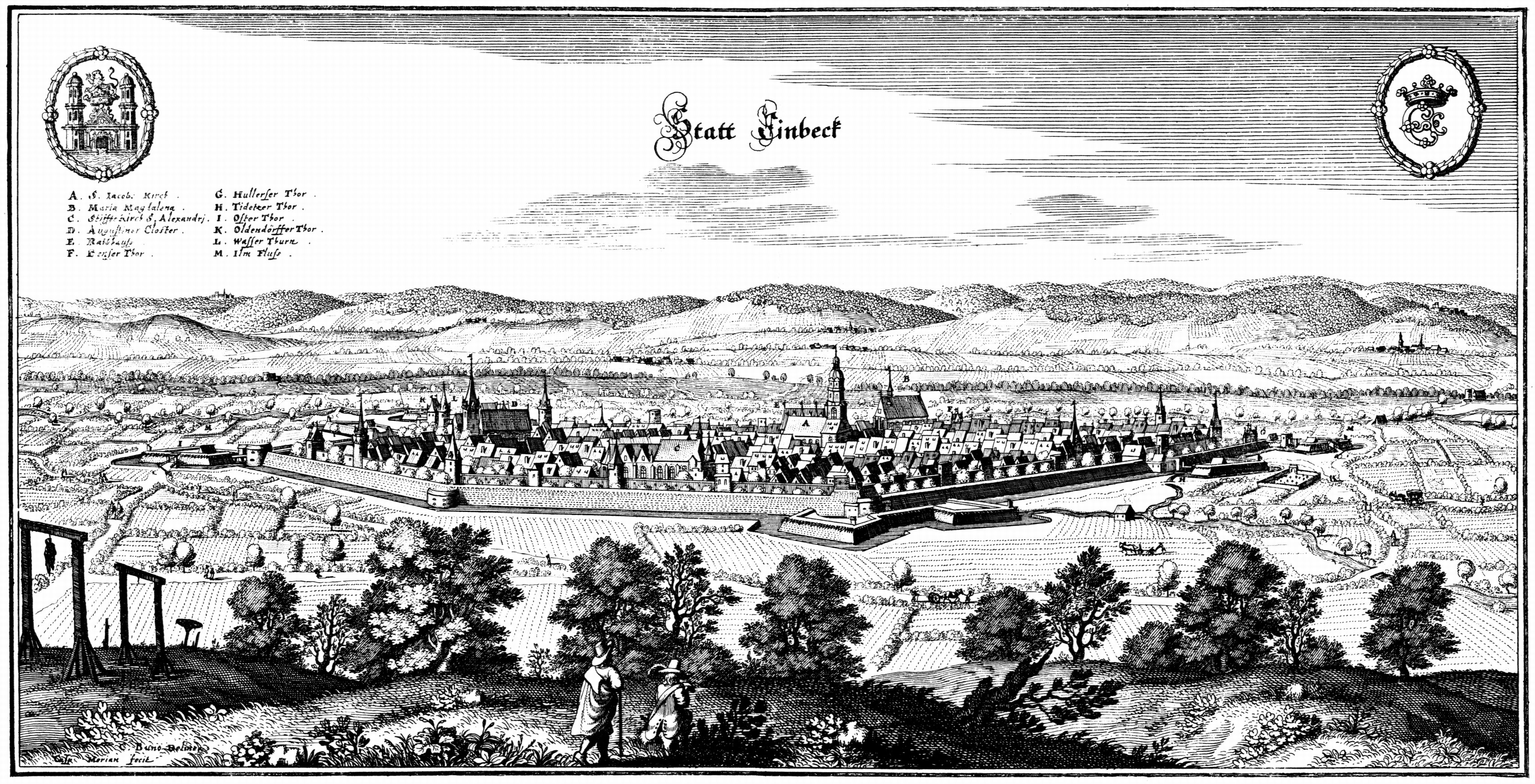
„Statt Einbeck“; Kupferstich von Merian nach einer Zeichnung von Buno

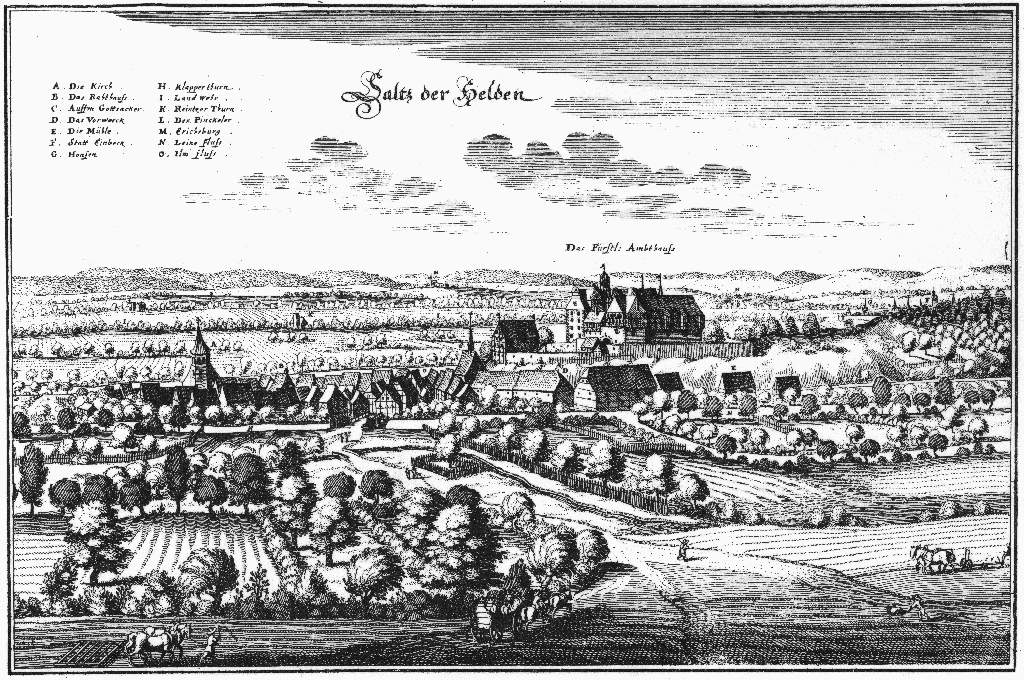
„Saltz der Helden“, um 1654

Die Jugend von Konrad Buno fällt in die Zeit des Dreißigjährigen Krieges, in deren Wirren viele Dokumente und ganze Städte verlorengingen und ungezählte Menschen, obdach- oder heimatlos geworden, durch die Lande zogen. Genaue Lebensdaten von Menschen aus dieser Zeit fehlen daher häufig oder wurden teilweise nachträglich rekonstruiert, oft aufgrund eigener biographischer Angaben der entsprechenden Menschen:
Ausgehend von der in der Sekundärliteratur belegten Angabe, dass Konrad Buno ein Bruder des Rektors Johannes Buno in Lüneburg war, war er vermutlich der Sohn des Ludwig Buno, Mitgliedes des Frankenberger Rats, und der Elisabeth, geborene Helfreich (Tochter des Pfarrers Ignatius Helferich [Helfricus] in Münden). Bunos Großvater väterlicherseits, ebenfalls mit dem Namen Conrad Buno, war fürstlich-hessischer Rat. Angenommen wird, dass der spätere Kupferstecher „spätestens 1616 geboren war“.
Am 25. September 1649 heirateten Konrad Buno und Agnes Anna Wichmann (gestorben 26. November 1691; „Tochter des fürstlichen Commissärs und Bürgermeisters“ in Wolfenbüttel, Henning Wichmann).

### Werdegang

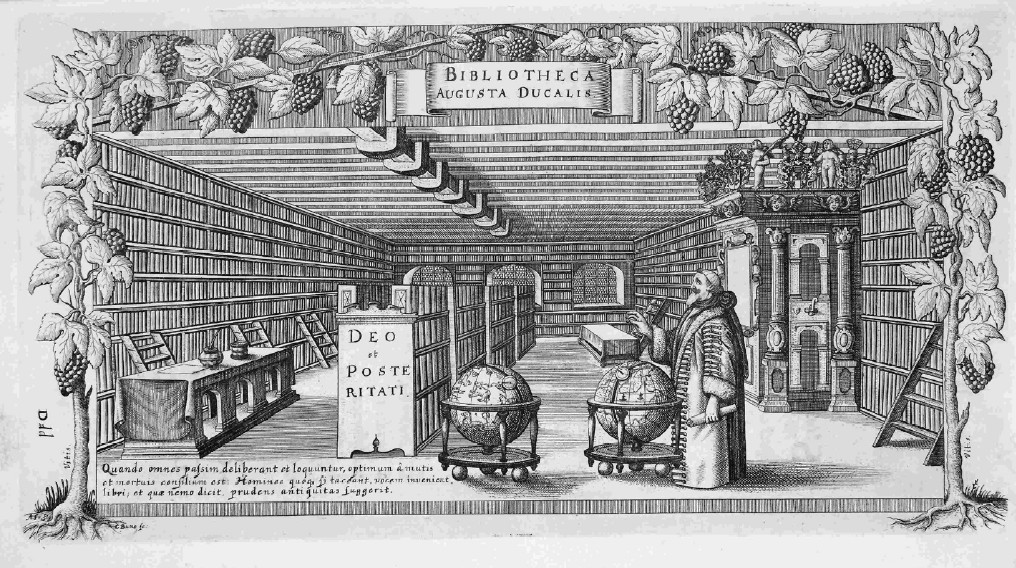
Herzog August in der Herzog August Bibliothek
Kupferstich von Buno, um 1650

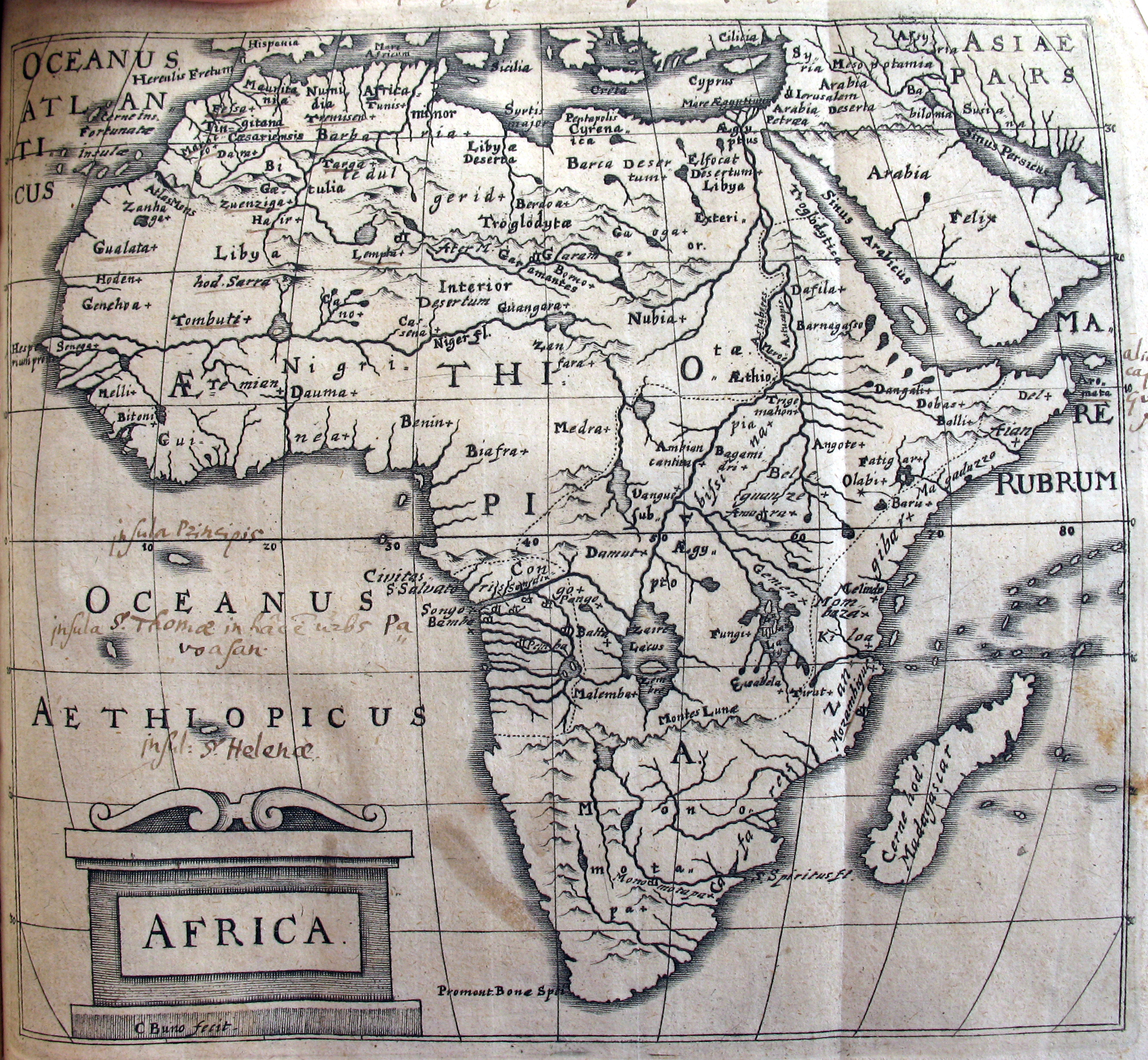
„Africa“; nach Philip Clüver

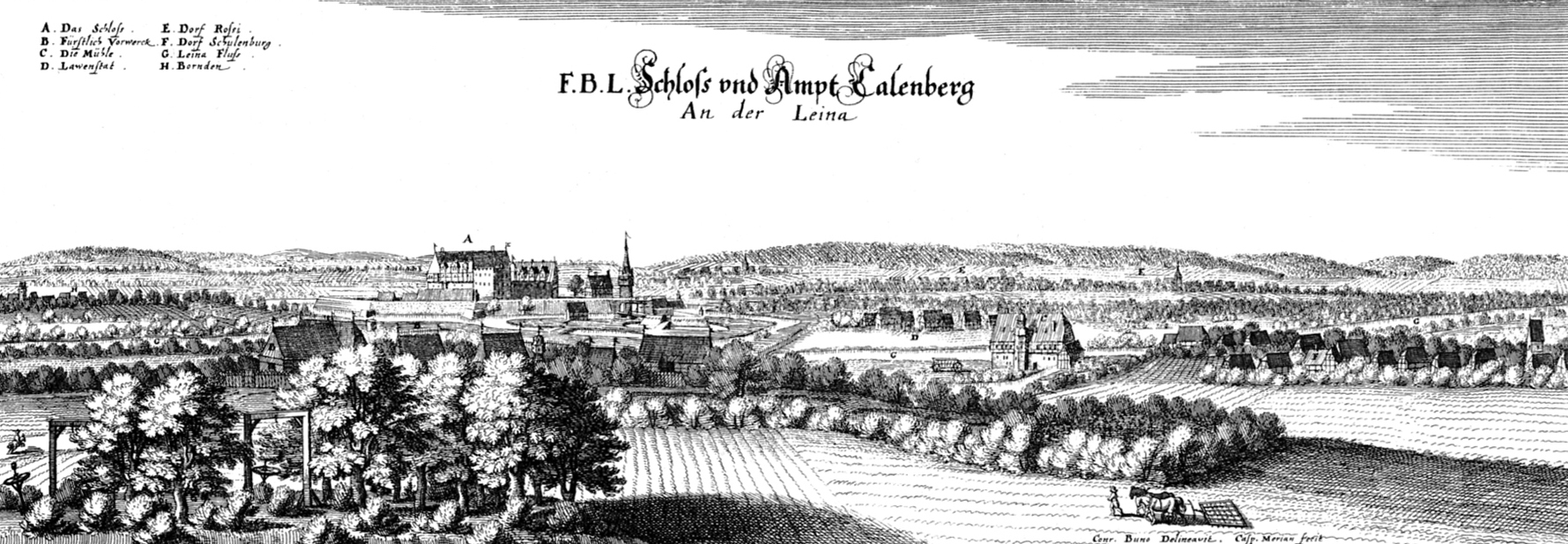
Schloss und Ampt Calenberg
nach Buno gestochen von Merian, um 1654

Für den am 24. April 1639 verstorbenen Pastor der Katharinenkirche in Braunschweig, Joachim Jordan, gab es eine Messingplatte, die mit „Conradt Baun“ signiert war. Daher wurde das erste Auftauchen von Konrad Buno in Braunschweig spätestens um das Jahr 1640 rekonstruiert. Als Hofkupferstecher von Herzog August von Braunschweig rühmte sich Buno im April 1649, dem Herzog „nunmehr an die elf Jahr“ gedient zu haben. Zwischen 1641 und 1643 fertigte Buno einen Stich mit der Darstellung des Einzuges seines Herrn in Wolfenbüttel; in diesem Zeitraum erhielt Buno ein eigenes Zimmer auf Schloss Wolfenbüttel zugewiesen und schuf mehrere Abbilder des Fürsten. Von möglichen Ölbildern haben sich jedoch offenbar keine erhalten.
1649 erhielt Buno seines Fürsten Erlaubnis zur Eröffnung eigener Geschäftsräume für Verlagsbuchhandel und offenem Buchladen. Zwar war es für Kupferstecher seiner Zeit üblich, so das Arbeits- und Einkommensfeld zu erweitern, das Geschäft Bunos war jedoch das erste seiner Art in Wolfenbüttel. Noch im selben Jahr heiratete er Agnes Anna Wichmann, die Tochter des Bürgermeisters.
Buch- und Verlagsgeschäft kam jedoch nur schleppend in Gang. Grund war Bunos Herstellung von Zeichnungen für die von Matthäus Merian begonnene und von den Söhnen fortgesetzte Topographia Germaniae: Für die Bilder der Topographia und Eigentliche Beschreibung Der Vornembsten Stäte, Schlösser auch anderer Plätze und Örter in denen Hertzogthümer[n] Braunschweig und Lüneburg, und denen dazu gehörende[n] Grafschafften Herrschafften und Landen reiste Buno ab 1650 drei Jahre lang übers Land – der Westfälische Friede machte es nun relativ gefahrlos möglich – um die Vorlagen für etliche Orts- und Stadtansichten der (damaligen) beiden Länder zu zeichnen, die bei Merian anschließend in Frankfurt in Kupfer gestochen wurden.
So konnte Buno seinen Plan für Verlagsbuchhandlung und offenen Buchladen in Wolfenbüttel erst ab 1655 richtig in Gang bringen. Hierzu buchte er im selben Jahr erstmals eine Ausstellungsgelegenheit auf der Frankfurter Messe für die von ihm angebotenen Werke. Da ihm dort „fahrende Händler“ anderer Buchhändler jedoch das Geschäft streitig gemacht hatten, erhandelte er sich für die Messe 1665 das Privileg, das anderen Händlern „den Verkauf von Büchern nur zur Zeit der Jahrmärkte oder auf besondere Erlaubniß gestattete“.
Vermutlich noch im selben Jahr wurde Buno 1665 Mitglied des Rates der Stadt Wolfenbüttel. Vor seinem Tod war er zum Kämmerer des Stadtrates aufgestiegen. Bunos Witwe überlebte ihren Gatten um gut zwanzig Jahre, sie starb am 26. November 1691.

### Werke (Auswahl)
- um 1640: mit „Conradt Baun“ signierte Messingplatte mit dem Porträt des Pastors Joachim Jordan[1]
- Der Leichenzug für die Herzöge Georg und Wilhelm von Braunschweig und Lüneburg 1643
- vor 1649: Bildnisse von und für Herzog August von Braunschweig[1]
- vor 1650: Zeichnungen für Martin Goskys Arbustum et Arboretum Augustaeum, Aeternitati ac domui Augustae Selenianae sacrum, J. und H. Stern, Wolfenbüttel 1650, NA 1693 (diglib.hab.de).
- ab 1650: Zeichnungen zahlreicher Stadtansichten aus (dem heutigen) Niedersachsen, die als Vorlage für die Merians Kupferstiche der Topographia und Eigentliche Beschreibung Der Vornembsten Stäte, Schlösser auch anderer Plätze und Örter in denen Hertzogthümer[n] Braunschweig und Lüneburg, und denen dazu gehörende[n] Grafschafften Herrschafften und Landen dienten[1] und teilweise zu den ältesten erhaltenen Stadtansichten zählen.

### Künstlersignatur
Kupferstiche mit dem Initialen C.B sind bekannt in Goski’s Divi Augusti Ducis Brunsvico – Luneburg. Vita et Fama, Francofurti, 1693, fol.